# Cerro Cebadamayo
Cerro Cebadamayo är ett berg i Bolivia.   Det ligger i departementet Oruro, i den centrala delen av landet, 210 km nordväst om huvudstaden Sucre. Toppen på Cerro Cebadamayo är 4 629 meter över havet, eller 75 meter över den omgivande terrängen. Bredden vid basen är 1,6 km.
Terrängen runt Cerro Cebadamayo är huvudsakligen lite bergig. Runt Cerro Cebadamayo är det glesbefolkat, med 20 invånare per kvadratkilometer.. Närmaste större samhälle är Machacamarca, 16,0 km sydväst om Cerro Cebadamayo.
Omgivningarna runt Cerro Cebadamayo är i huvudsak ett öppet busklandskap.